# 馬薩蘭杜巴 (聖卡塔琳娜州)
馬薩蘭杜巴（葡萄牙語：Massaranduba），是巴西的城鎮，位於該國南部，由聖卡塔琳娜州負責管轄，始建於1961年11月11日，面積373平方公里，海拔高度38米，2010年人口14,668，人口密度每平方公里39.29人。